# Kieron Freeman
Kieron Samuel Freeman (ur. 21 marca 1992 w Arnold) – walijski piłkarz występujący na pozycji obrońcy w Sheffield United.